# Fromage fumé

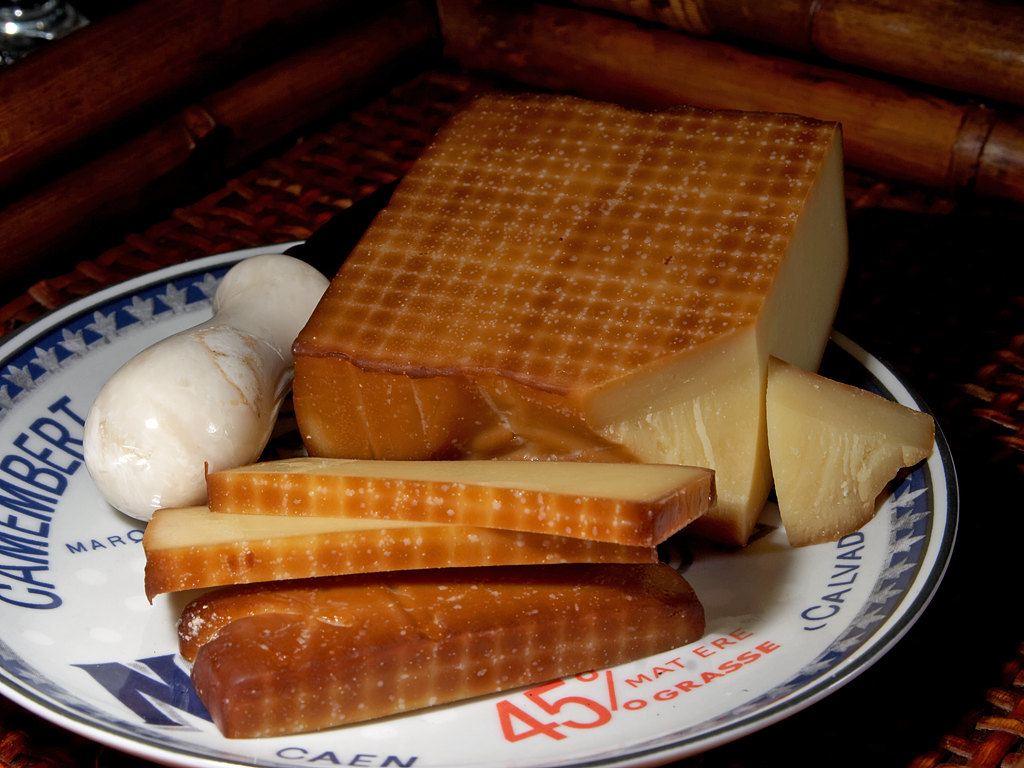
Photographie de gruyère fumé

Le fromage fumé désigne tout fromage qui a été traité par fumage. Typiquement, il a une croûte jaune-brun qui résulte de cette opération.

## Méthodes d'obtention

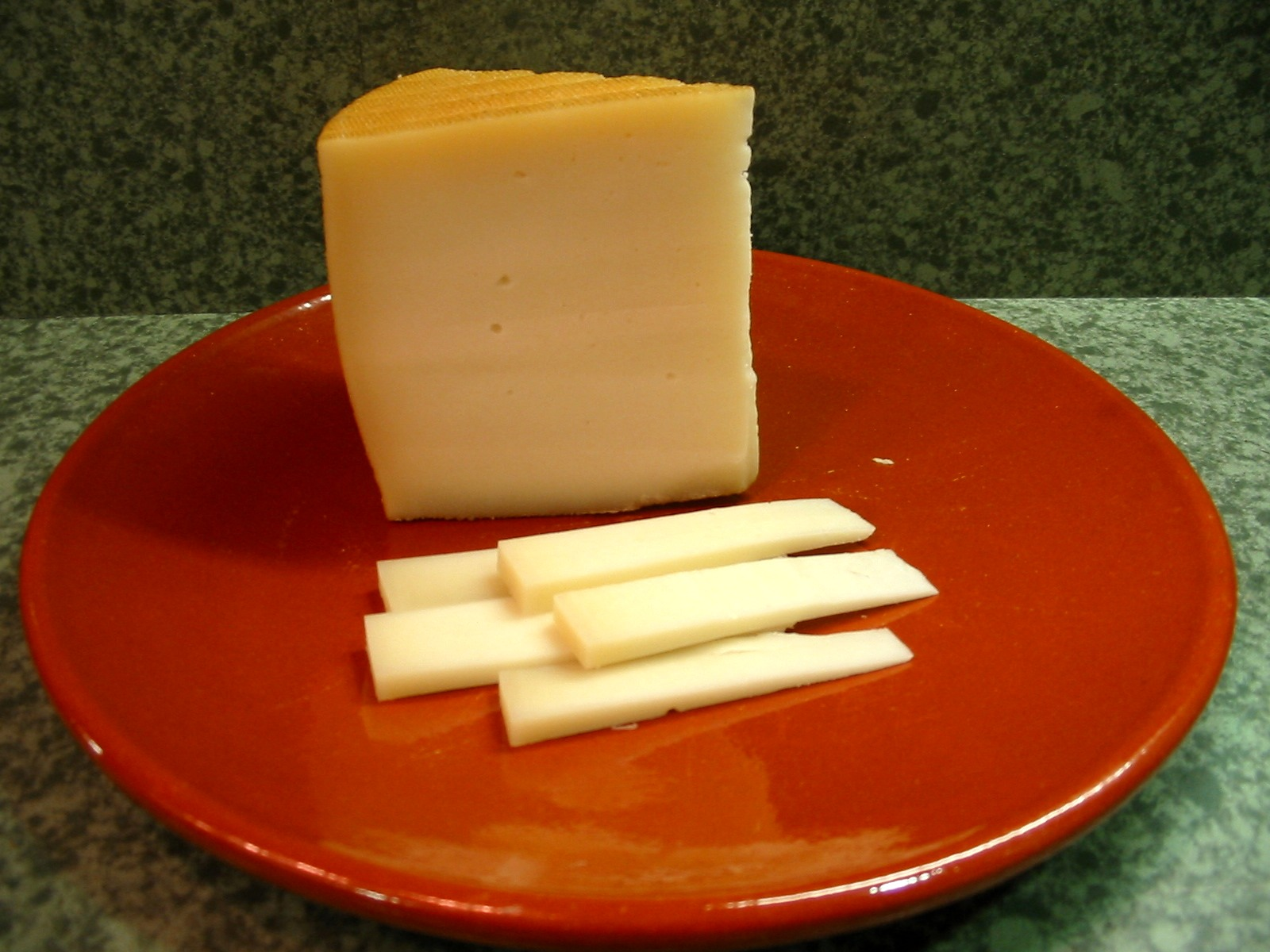
Morceau d'Idiazabal fumé.

Le fumage peut être réalisé à froid ou à chaud. Le fumage à froid (qui peut prendre jusqu'à un mois selon le résultat visé) est effectué entre 20 et 32 °C. Le fumage à chaud cuit partiellement ou complètement le fromage à une température comprise entre 38 et 90 °C. 
Pour les fromages industriels, une arôme et un colorant sont employés.
L'applewood, le gruyère, le gouda, le rauchkase, le Idiazabal, la scamorza, le cheddar ou encore les productions corses de type casgiu sartinesu sont quelques fromages fumés couramment.